# 三重会合点

世界各地の三重会合点。赤線が海嶺、緑線が海溝、黒線が断層を表し、黄色の点がそれらの交わる三重会合点を表す。

三重会合点（さんじゅうかいごうてん、英語: Triple junction）とは、地球の表面において、3つのプレート境界が交差する点を指す。海嶺-海嶺-海嶺型や海溝-海溝-海溝型、断層-断層-断層型、海嶺-海溝-断層型など、様々な組み合わせがある。なお、4つのプレートが交わる例はない。

## 房総三重会合点

房総三重会合点

日本の房総半島沖には、北米プレート（オホーツクプレート）・太平洋プレート・フィリピン海プレートの三重会合点がある。これは世界で2例報告されているうちの1つの海溝-海溝-海溝型三重会合点である。

## 富士山
富士山は、アムールプレート・北米プレート（オホーツクプレート）・フィリピン海プレートの三重会合点のほぼ真上に位置している。